# Athlétisme aux Jeux d'Amérique centrale et des Caraïbes de 2006
Navigation
San Salvador 2002 Mayagüez 2010
Les épreuves d'athlétisme des Jeux d'Amérique centrale et des Caraïbes 2006 ont eu lieu du 25 au 29 juillet 2006 à Carthagène des Indes en Colombie.

## Résultats

### Hommes
| Épreuve | Or                                                                                | Or               | Argent                                                                | Argent          | Bronze                                                                         | Bronze          |
| --- | --------------------------------------------------------------------------------- | ---------------- | --------------------------------------------------------------------- | --------------- | ------------------------------------------------------------------------------ | --------------- |
| 100 m | Churandy Martina Antilles néerlandaises                                           | 10 s 06 CR       | Derrick Atkins Bahamas                                                | 10 s 13         | Jacey Harper Trinité-et-Tobago                                                 | 10 s 33         |
| 200 m | Xavier Brown Jamaïque                                                             | 20 s 74          | Hawar Murillo Colombie                                                | 20 s 78         | Andrew Hinds Barbade                                                           | 20 s 83         |
| 400 m | Yeimer López Cuba                                                                 | 45 s 28          | Alleyne Francique Grenade                                             | 45 s 44         | Arismendy Peguero République dominicaine                                       | 45 s 55         |
| 800 m | Andy González Cuba                                                                | 1 min 46 s 26    | Sherridan Kirk Trinité-et-Tobago                                      | 1 min 46 s 55   | Maury Castillo Cuba                                                            | 1 min 47 s 60   |
| 1 500 m | Juan Luis Barrios Mexique                                                         | 3 min 42 s 52    | David Freeman Porto Rico                                              | 3 min 43 s 84   | Maury Castillo Cuba                                                            | 3 min 43 s 93   |
| 5 000 m | Juan Luis Barrios Mexique                                                         | 14 min 09 s 08   | Alejandro Suárez Mexique                                              | 14 min 10 s 58  | Norbert Gutiérrez Cuba                                                         | 14 min 13 s 50  |
| 10 000 m | José David Galván Mexique                                                         | 29 min 40 s 08   | Javier Alexander Guarín Colombie                                      | 29 min 41 s 51  | Norbert Gutiérrez Cuba                                                         | 29 min 50 s 53  |
| 110 m haies | Dayron Robles Cuba                                                                | 13 s 12 CR       | Paulo César Villar Colombie                                           | 13 s 29 NR/AR=  | Yoel Hernández Cuba                                                            | 13 s 51         |
| 400 m haies | Bayano Kamani Panama                                                              | 49 s 44          | Ian Weakley Jamaïque                                                  | 49 s 74         | Bryan Steele Jamaïque                                                          | 50 s 12         |
| 3000 m steeple | Alex Greaux Porto Rico                                                            | 8 min 44 s 51    | Néstor Nieves Venezuela                                               | 8 min 44 s 86   | José Alberto Sánchez Cuba                                                      | 8 min 46 s 05   |
| 20 km marche | Luis Fernando López Colombie                                                      | 1 h 24 min 20 s  | Eder Sánchez Mexique                                                  | 1 h 26 min 30 s | Luis Fernando García Guatemala                                                 | 1 h 29 min 50 s |
| Marathon | Procopio Franco Mexique                                                           | 2 h 24 min 35 s  | Juan Carlos Cardona Colombie                                          | 2 h 27 min 43 s | Alfredo Arevalo Guatemala                                                      | 2 h 28 min 27 s |
| 4 × 100 m | Antilles néerlandaises Brian Mariano Prince Kwidama Jairo Duzant Churandy Martina | 39 s 29          | Bahamas Adrian Griffith Derrick Atkins Rodney Green Dominic Demeritte | 39 s 44         | Jamaïque Lerone Clarke Xavier Brown Herbert McGregor Carl Barrett              | 39 s 45         |
| 4 × 400 m | Jamaïque Sanjay Ayre Leford Green Ricardo Chambers Bryan Steele                   | 3 min 01 s 78 CR | Trinité-et-Tobago Renny Quow Kevon Pierre Jamil James Damion Barry    | 3 min 02 s 65   | République dominicaine Félix Sánchez Arismendy Peguero Carlos Santa Yoel Tapia | 3 min 03 s 25   |
| Saut en hauteur | Gilmar Mayo Colombie                                                              | 2,19 m           | Trevor Barry Bahamas                                                  | 2,16 m          | Gerardo Martínez Mexique                                                       | 2,16 m          |
| Saut à la perche | Robinson Pratt Mexique                                                            | 5,50 m NR        | Dominic Johnson Sainte-Lucie                                          | 5,20 m          | David Rojas Colombie                                                           | 4,60 m          |
| Saut en longueur | Irving Saladino Panama                                                            | 8,29 m           | Iván Pedroso Cuba                                                     | 7,92 m          | Ibrahim Camejo Cuba                                                            | 7,83 m          |
| Triple saut | Yoandri Betanzos Cuba                                                             | 17,46 m CR       | Alexis Copello Cuba                                                   | 16,85 m         | Wilbert Walker Jamaïque                                                        | 16,35 m         |
| Lancer du poids, | Alexis Paumier Cuba                                                               | 18,26 m          | Reynaldo Proenza Cuba                                                 | 18,03 m         | Yojer Medina Venezuela                                                         | 17,97 m         |
| Lancer du disque | Yunior Lastre Cuba                                                                | 57,00 m          | Jason Morgan Jamaïque                                                 | 56,56 m         | Héctor Hurtado Venezuela                                                       | 52,60 m         |
| Lancer du javelot | Guillermo Martínez Cuba                                                           | 84,91 m CR       | Yudel Moreno Cuba                                                     | 78,44 m         | Noraldo Palacios Colombie                                                      | 74,10 m         |
| Lancer du marteau | Noleysi Bicet Cuba                                                                | 69,56 m          | Iosvany Suárez Cuba                                                   | 67,62 m         | Aldo Bello Venezuela                                                           | 62,55 m         |
| Décathlon | Alexis Chivas Cuba                                                                | 7 551 pts        | Carlos Paterson Cuba                                                  | 7 203 pts       | Andrés Horacio Mantilla Colombie                                               | 7 157 pts       |
| Records et Performances - AR : Record continental (area record) - CR : Record des championnats (championship record) - MR : Record du meeting (meet record) - NR : Record national (national record) - OR : Record olympique (olympic record) - PR : Record paralympique (paralympic record) - PB : Record personnel (personal best) - SB : Meilleure performance personnelle de la saison (season's best) - WL : Meilleure performance mondiale de l'année (world leader) - WJR : Record du monde junior (world junior record) - WR : Record du monde (world record) Circonstances et Conditions - DNF : N'a pas terminé (did not finish) - DNS : N'a pas pris le départ (did not start) - DQ : Disqualification (disqualification) - NM : Aucun essai valable enregistré (No Mark) - Q : Qualifié « directement » au prochain tour (ou à la prochaine compétition), lors d'une compétition majeure, grâce au classement ou à la réalisation des minima (automatic qualifier) - q : Qualifié au prochain tour (ou à la prochaine compétition), lors d'une compétition majeure, grâce au repêchage ou à la réalisation de l'une des meilleures performances parmi celles des « non qualifiés directement » (grâce au meilleur temps ou à la meilleure distance par exemple) (secondary qualifier) |                                                                                   |                  |                                                                       |                 |                                                                                |                 |

### Femmes
| Épreuve | Or                                                              | Or               | Argent                                                                     | Argent          | Bronze                                                            | Bronze          |
| --- | --------------------------------------------------------------- | ---------------- | -------------------------------------------------------------------------- | --------------- | ----------------------------------------------------------------- | --------------- |
| 100 m | Tahesia Harrigan Îles Vierges britanniques                      | 11 s 15          | Laverne Jones Îles Vierges des États-Unis                                  | 11 s 50         | Virgil Hodge Saint-Christophe-et-Niévès                           | 11 s 52         |
| 200 m | Roxana Díaz Cuba                                                | 22 s 76 CR       | Virgil Hodge Saint-Christophe-et-Niévès                                    | 23 s 09         | Jade Bailey Barbade                                               | 23 s 32         |
| 400 m | Ana Guevara Mexique                                             | 50 s 99          | Hazel-Ann Regis Grenade                                                    | 51 s 16         | Kineke Alexander Saint-Vincent-et-les-Grenadines                  | 52 s 04         |
| 800 m | Zulia Calatayud Cuba                                            | 2 min 05 s 26    | Rosibel García Colombie                                                    | 2 min 05 s 78   | Gabriela Medina Mexique                                           | 2 min 06 s 15   |
| 1 500 m | Rosibel García Colombie                                         | 4 min 18 s 29 CR | Yuneisy Santiusty Cuba                                                     | 4 min 19 s 32   | Lysaira del Valle Porto Rico                                      | 4 min 21 s 84   |
| 5 000 m | Bertha Sánchez Colombie                                         | 16 min 17 s 13   | Dulce Maria Rodriguez Mexique                                              | 16 min 18 s 15  | Madaí Pérez Mexique                                               | 16 min 19 s 38  |
| Marathon | Maria Elena Valencia Mexique                                    | 2 h 45 min 49 s  | Yailén García Cuba                                                         | 2 h 51 min 43 s | Iglandini González Colombie                                       | 2 h 54 min 05 s |
| 100 m haies | Anay Tejeda Cuba                                                | 12 s 86          | Nadine Faustin Haïti                                                       | 12 s 91         | Toni-Ann D'Oyley Jamaïque                                         | 13 s 10         |
| 400 m haies | Daimí Pernía Cuba                                               | 55 s 32          | Josanne Lucas Trinité-et-Tobago                                            | 55 s 60         | Melaine Walker Jamaïque                                           | 55 s 97         |
| 20 km marche | Cristina López Salvador                                         | 1 h 38 min 26 s  | Evelyn Núñez Guatemala                                                     | 1 h 39 min 37 s | Sandra Zapata Colombie                                            | 1 h 41 min 37 s |
| 4 × 100 m | Cuba Virgen Benavides Misleidys Lazo Roxana Díaz Anay Tejeda    | 43 s 29          | Colombie Yomara Hinestroza Felipa Palacios Darlenys Obregón Norma González | 44 s 32         | Bahamas Savatheda Fynes Shandra Brown Tamica Clarke T-Shonda Webb | 44 s 34         |
| 4 × 400 m | Mexique Ruth Grajeda Ana Guevara Gabriela Medina Mayra González | 3 min 29 s 92    | Jamaïque Clora Williams Shevon Stoddart Melanie Walker Althea Chambers     | 3 min 32 s 86   | Cuba Ana Peña Daimí Pernía Yenima Arencibia Zulia Calatayud       | 3 min 36 s 34   |
| Saut en hauteur | Juana Arrendel République dominicaine                           | 1,93 m           | Caterine Ibargüen Colombie                                                 | 1,88 m          | Levern Spencer Sainte-Lucie                                       | 1,88 m          |
| Saut à la perche | Maryoris Sánchez Cuba                                           | 4,10 m CR        | Yarisley Silva Cuba                                                        | 3,95 m          | Keisa Monterola Venezuela                                         | 3,85 m          |
| Saut en longueur | Yudelkis Fernández Cuba                                         | 6,37 m           | Caterine Ibargüen Colombie                                                 | 6,36 m          | Tanika Liburd Saint-Christophe-et-Niévès                          | 6,23 m          |
| Triple saut | Mabel Gay Cuba                                                  | 14,20 m          | Yudelkis Fernández Cuba                                                    | 13,87 m         | Johana Triviño Colombie                                           | 13,71 m         |
| Lancer du poids | Yumileidi Cumbá Cuba                                            | 19,31 m          | Misleidis González Cuba                                                    | 18,80 m         | Cleopatra Borel Trinité-et-Tobago                                 | 18,33 m         |
| Lancer du disque | Yania Ferrales Cuba                                             | 59,70 m          | Yarelis Barrios Cuba                                                       | 58,22 m         | Keisha Walkes Barbade                                             | 48,10 m         |
| Lancer du marteau | Yipsi Moreno Cuba                                               | 70,22 m CR       | Yunaika Crawford Cuba                                                      | 67,88 m         | Johana Moreno Colombie                                            | 65,51 m NR      |
| Lancer du javelot | Sonia Bisset Cuba                                               | 63,30 m NR       | Osleidys Menéndez Cuba                                                     | 59,94 m         | Laverne Eve Bahamas                                               | 57,29 m         |
| Heptathlon | Yuleidis Limonta Cuba                                           | 5952 pts CR      | Juana Castillo République dominicaine                                      | 5664 pts        | Gretchen Quintana Cuba                                            | 5584 pts        |
| Records et Performances - AR : Record continental (area record) - CR : Record des championnats (championship record) - MR : Record du meeting (meet record) - NR : Record national (national record) - OR : Record olympique (olympic record) - PR : Record paralympique (paralympic record) - PB : Record personnel (personal best) - SB : Meilleure performance personnelle de la saison (season's best) - WL : Meilleure performance mondiale de l'année (world leader) - WJR : Record du monde junior (world junior record) - WR : Record du monde (world record) Circonstances et Conditions - DNF : N'a pas terminé (did not finish) - DNS : N'a pas pris le départ (did not start) - DQ : Disqualification (disqualification) - NM : Aucun essai valable enregistré (No Mark) - Q : Qualifié « directement » au prochain tour (ou à la prochaine compétition), lors d'une compétition majeure, grâce au classement ou à la réalisation des minima (automatic qualifier) - q : Qualifié au prochain tour (ou à la prochaine compétition), lors d'une compétition majeure, grâce au repêchage ou à la réalisation de l'une des meilleures performances parmi celles des « non qualifiés directement » (grâce au meilleur temps ou à la meilleure distance par exemple) (secondary qualifier) |                                                                 |                  |                                                                            |                 |                                                                   |                 |

## Tableau des médailles
| Rang  | Nation                          | Or | Argent | Bronze | Total |
| ----- | ------------------------------- | -- | ------ | ------ | ----- |
| 1     | Cuba                            | 22 | 14     | 9      | 45    |
| 2     | Mexique                         | 8  | 3      | 3      | 14    |
| 3     | Colombie                        | 4  | 8      | 7      | 19    |
| 4     | Jamaïque                        | 2  | 3      | 5      | 9     |
| 5=    | Antilles néerlandaises          | 2  | 0      | 0      | 2     |
| 5=    | Panama                          | 2  | 0      | 0      | 2     |
| 7     | République dominicaine          | 1  | 1      | 2      | 4     |
| 8     | Porto Rico                      | 1  | 1      | 1      | 3     |
| 9=    | Îles Vierges britanniques       | 1  | 0      | 0      | 1     |
| 9=    | Salvador                        | 1  | 0      | 0      | 1     |
| 11=   | Bahamas                         | 0  | 3      | 2      | 5     |
| 11=   | Trinité-et-Tobago               | 0  | 3      | 2      | 5     |
| 13    | Grenade                         | 0  | 2      | 0      | 2     |
| 14    | Venezuela                       | 0  | 1      | 4      | 5     |
| 15=   | Guatemala                       | 0  | 1      | 2      | 3     |
| 15=   | Saint-Christophe-et-Niévès      | 0  | 1      | 2      | 3     |
| 17    | Sainte-Lucie                    | 0  | 1      | 1      | 2     |
| 18=   | Haïti                           | 0  | 1      | 0      | 1     |
| 18=   | Îles Vierges des États-Unis     | 0  | 1      | 0      | 1     |
| 20    | Barbade                         | 0  | 0      | 3      | 3     |
| 21    | Saint-Vincent-et-les-Grenadines | 0  | 0      | 1      | 1     |
| Total | Total                           | 44 | 44     | 44     | 132   |